# Senostoma appendiculatum
Senostoma appendiculatum là một loài ruồi trong họ Tachinidae.